# Шаповал Григорій Савелійович
Григорій Савелійович Шаповал (23.1.1913 — 27.10.1983) — радянський військовослужбовець, учасник Другої світової війни, Герой Радянського Союзу, навідник міномета 835-го стрілецького полку 237-ї стрілецької дивізії 40-ї армії Воронезького фронту.

## Біографія
Народився 23 січня 1913 року в селі Буймер Лебединського повіту Харківської губернії, тепер Тростянецький район Сумської області України, в сім'ї селянина. Допомагав батькам по господарству, одним з перших у селі вступив у колгосп. Працював трактористом у колгоспі.
У Червоній Армії в 1935—1937 роках. Повернувшись на батьківщину, працював листоношею. Вдруге в Червону Армію призваний у 1941 році. Учасник Німецько-Радянської війни з червня 1941 року. Під Києвом потрапив у полон, але через деякий час втік з табору. Жив у селі Алексино Тростянецького району.
Після звільнення села від нацистських загарбників знову в рядах Червоної Армії. З серпня 1943 року — на фронті. Пройшовши підготовку на курсах кулеметників, отримав призначення в стрілецький полк. Воював на Воронезькому та 1-му Українському фронтах. Був контужений і двічі поранений.
Навідник міномета 835-го стрілецького полку червоноармієць Р. С. Шаповал в ніч на 24 вересня 1943 року одним з перших на підручних засобах переправився через Дніпро в районі села Гребені Кагарлицького району Київської області. Точно посилаючи міни за контратакуючій ворожій піхоті, сприяв захопленню плацдарму на правому березі Дніпра та утриманню його до підходу головних сил.
Указом Президії Верховної Ради СРСР від 23 жовтня 1943 року за мужність і відвагу, проявлені в боях за захоплення і утримання плацдарму на правому березі Дніпра, червоноармійцеві Шаповалу Григорію Савелійовичу присвоєно звання Героя Радянського Союзу з врученням ордена Леніна та медалі «Золота Зірка».
У травні 1945 Р. С. Шаповал демобілізований. До 1959 року працював лісником. Жив у селі Алексино Тростянецького району Сумської області. Помер 27 жовтня 1983 року. Похований на кладовищі в селі Алексино.
Нагороджений орденом Леніна та медалями.
Ім'я Р. С. Шаповала вибито на анотаційнії дошці з іменами земляків — Героїв Радянського Союзу і повних кавалерів ордена Слави у місті Тростянці.